# Pouteria mattogrossensis
Pouteria mattogrossensis là một loài thực vật có hoa trong họ Hồng xiêm. Loài này được (Pilg.) Baehni miêu tả khoa học đầu tiên năm 1942.